# لورا انغرام
لورا انغرام (بالإنجليزية:Laura Ingraham) مقدمة برانامج إذاعي ومعلقة سياسية وكاتبة أمريكية محافظة ولدت في 19 يونيو 1964 وتقدم برنامجًا إذاعيًّا (The Laura Ingraham Show) يتابعه 5.5 مليون مستمع اسبوعياً.

## روابط إضافية
- Laura Ingraham Official Web Site
- Laura Ingraham at NNDB
- Photos of Ingraham in Iraq, February 2006, at LauraIngraham.com

## روابط خارجية
- لورا انغرام على موقع IMDb (الإنجليزية)
- لورا انغرام على موقع إن إن دي بي (الإنجليزية)
- لورا انغرام على موقع قاعدة بيانات الفيلم (الإنجليزية)